# Hans Pilgaard
Hans Pilgaard Nielsen (født 2. august 1963 i Blovstrød) er dansk journalist og tv-vært og har siden 1995 arbejdet på Nordisk Film. Han er dog oftest udlejet til TV 2.
Hans Pilgaard er student fra Frederiksborg Gymnasium og HF i 1982. Efter sin uddannelse som journalist, blev han vært på TV 2 Nord og TV 2 Danmark. Hans Pilgaard har stået i lære på Berlingske Tidende.
I 1997 tiltrådte Hans Pilgaard som morgenvært på TV3's morgenprogram Go' morgen men blev ved programmets nedlukning sluset videre til andre værtsjobs. Bedst kendt er Hans Pilgaard nok for sit mangeårige værtsskab på TV 2-programmet Go'aften Danmark. I 2007 trådte Hans Pilgaard for en stund ud af denne rolle og supplerede den med værtsskabet på TV 2-quizzen Hvem vil være millionær? og Gi' mig 5.
Den 11. august 2020 udkom første afsnit af serien Tilbage til 9. A på TV 2, hvor Hans Pilgaard opsøger sine gamle klassekammerater på Blovstrød Skole. Han startede projektet i oktober 2017 sammen med fotograf Rune Nygaard og det var færdigt to år senere.
Hans Pilgaard har udmærket sig ved offentligt at stå frem med sin homoseksualitet og har ligeledes modtaget en pris af Landsforeningen for Bøsser og Lesbiske for sin åbenhed omkring sit privatliv og sin seksualitet.
Udover at arbejde som tv-vært har Hans Pilgaard haft en mindre rolle i filmen Sprængfarlig bombe.

## Kontrovers
Tirsdag d. 17. juni 2014 udgav BT en video, som viste Hans Pilgaards voldsomme reaktion over for to piger, som angiveligt havde råbt ad en hjemløs. Det vidne til episoden, som havde optaget videoen, havde ifølge hende selv optaget den for at udstille Hans Pilgaards verbale udbrud blandt andet "arrogante kælling". Reaktionen fra blandt andet Facebook har dog været den omvendte med støtteerklæringer til Hans Pilgaard alle vegne fra. Hans Pilgaard selv udtalte, at han hellere ville have været foruden den store opmærksomhed om episoden, men at han håbede, at det kunne føre gode ting med sig.

## Privatliv
Han afslørede i sin biografi, "Støj og fortielser", at han er adopteret. Han mistede begge sine forældre i henholdsvis 2012 og 2014.
Han blev i 2015 ramt af tarmkræft men er i dag erklæret rask.
Han var gift med make-up artisten Henrik Torp fra 2003 til 2012.
Den 3. september 2016 blev Pilgaard gift med sin kæreste igennem fire år, Jobbe Pilgaard.